# Pierantonio Zanettin
Pierantonio Zanettin (Vicenza, 13 luglio 1961) è un politico italiano.

## Biografia
Dopo aver conseguito la maturità classica presso il Liceo Ginnasio Statale "Antonio Pigafetta" nel 1980, si laurea in Giurisprudenza presso l'Università degli Studi di Padova nel 1985.
A partire dal 1990 è iscritto all'albo degli avvocati di Vicenza, occupandosi in via prevalente di assistenza legale nei campi del diritto civile ed amministrativo. 
Inoltre è iscritto al registro dei revisori contabili tenuto dal Ministero della giustizia.

### Attività politica
La sua formazione politica comincia con il Partito Liberale Italiano, al quale si iscrive già negli anni del liceo e di cui ne diviene prima segretario cittadino, quindi provinciale.
Nel 1994 aderisce a Forza Italia, di cui ha ricoperto la carica di capogruppo al consiglio comunale di Vicenza dal 1995 fino al 2000.
Dal 2000 al 2002 ha ricoperto il ruolo di assessore agli affari legali ed istituzionali, all'urbanistica e all'edilizia privata del Comune di Vicenza.
Alle elezioni politiche del 2001 viene candidato alla Camera dei deputati nel collegio maggioritario di Thiene, sostenuto dalla coalizione di centro-destra Casa delle Libertà in rappresentanza forzista, venendo eletto per la prima volta deputato. Nella XIV legislatura della Repubblica è stato membro e segretario del Comitato per la legislazione, oltreché componente della 1ª Commissione Affari Costituzionali, della Presidenza del Consiglio e interni, di cui è presidente del Comitato pareri, della Commissione per l'accesso ai documenti amministrativi e della Commissione parlamentare d'inchiesta sulle cause dell'occultamento di fascicoli relativi a crimini nazifascisti.
Alle politiche del 2006 viene candidato al Senato della Repubblica, tra le liste di Forza Italia nella circoscrizione Veneto in settima posizione, risultando il primo dei non eletti ma il 12 luglio 2006 subentra come senatore al posto di Giancarlo Galan, dimessosi per l'incompatibilità tra le cariche di senatore e presidente della Regione Veneto. Nel corso della XV legislatura ha fatto parte della 9ª Commissione Agricoltura e produzione agroalimentare, della 14ª Commissione Politiche dell'Unione europea e della Commissione speciale per la tutela e la promozione dei diritti umani.
Alle elezioni politiche del 2013 viene ricandidato al Senato, tra le liste de Il Popolo della Libertà nella circoscrizione Veneto, e rieletto senatore, rivestendo l'incarico di segretario della commissione affari costituzionali.
Il 16 novembre del 2013, con la sospensione delle attività del Popolo della Libertà, ha aderito a Forza Italia.
Il 23 settembre 2014 è stato eletto, all'undicesimo scrutinio con 525 voti,   componente del Consiglio Superiore della Magistratura in quota Forza Italia,  con un quorum dei 3/5 dei votanti pari a 509 voti.
Alle elezioni politiche del 2018 viene ricandidato e rieletto alla Camera nel cllegio uninominale Veneto 2 - 05 (Vicenza); di seguito si è dimesso dal CSM.
Nella XVIII legislatura ha rivestito l'incarico di capogruppo di Forza Italia in Commissione Giustizia.
Il 27 maggio 2021 è stato eletto Presidente della commissione parlamentare di inchiesta sulla morte di David Rossi.
Alle elezioni politiche anticipate del 2022 viene candidato al Senato come capolista di Forza Italia nel collegio plurinominale Veneto 02 (Padova, Vicenza e Verona) risultando eletto.
Attualmente è capogruppo di Forza Italia nelle commissioni Giustizia e Politiche dell'Unione Europea.
È anche vice presidente della commissione Politiche dell'Unione europea.
In data 27 febbraio 2025 è stato eletto Presidente della Commissione parlamentare di inchiesta sul sistema bancario, finanziario ed assicurativo.